# Mycale americana
Mycale americana är en svampdjursart som beskrevs av van Soest 1984. Mycale americana ingår i släktet Mycale och familjen Mycalidae. Inga underarter finns listade i Catalogue of Life.